# 演化博弈论
演化博奕論(Evolutionary game theory),又稱演化賽局理論，是一種賽局理論在物種演化上的應用。此概念最早出現在1973年，由約翰·梅納德·史密斯與喬治·羅伯特·普萊斯合著的論文"The logic of animal conflict"中，將生物在生態中的競爭形式化，將其作為策略進行分析，並量化為數學標準以預測其競爭策略的走向。此論文標誌著賽局理論及演化論的融合及演化賽局理論的形成。
演化賽局理論在生物的動態演化理論框架中加入了賽局理論中的策略和分析方式組成的理論，且更注重生物個體和族群在演化的動態過程中所產生的策略改變。
演化賽局理論可以成功解釋並補足達爾文演化理論中的互利行為。此理論的重要性逐漸受到經濟學家、社會學家、人類學家和哲學家的重視。

## 概述
演化賽局理論考慮生物個體或物種族群間的競爭行為，及雙方的行為策略組合後，該策略組合分別對雙方造成的損失(數量減少、適應度下降)及利得(數量增加、適應度上升)，並依此預測雙方的行為策略頻率的增減。
相較於傳統賽局，在演化賽局中不要求遊戲中的個體預測遊戲走向並試圖做出「合理的策略」，而是做出「策略」這個行為本身，並由遊戲的結果來判斷一個策略的優劣與否，正如自然選擇能讓族群內有利於生存與繁殖的遺傳性狀變得更為普遍，並使有害的性狀變得更少見。在演化賽局理論內，「策略」是控制個體行為的遺傳特徵，其成功與否決定於該策略在競爭賽局中面對某它策略(也可能是和自己相同的策略)時所表現的好壞程度，以及遇上其他策略的個別機率。

## 鷹鴿賽局
讓我們考慮一個假想的情形，在一處森林中棲息著老鷹及鴿子兩種鳥類。假設老鷹在面對資源競爭時表現得十分具攻擊性，總是會透過打架來爭奪資源；鴿子在面對資源競爭時則表現的十分保守，遭到攻擊時總是為了安全而選擇逃跑，沒有遭到攻擊時總是選擇分享資源。
假設該資源擁有價值V，而且爭奪資源失敗的後果將會造成價值-C的傷害，我們可以將上述情況簡化為一個收益矩陣
|        | 遇上老鷹 | 遇上鴿子 |
| 當老鷹 | V/2-C/2  | V        |
| 當鴿子 | 0        | V/2      |

●當老鷹遇上老鷹，他們會相互打架來爭奪資源，有一半的機率勝出；一半的機率落敗，於是其期望值為 — V/2-C/2。
●當老鷹遇上鴿子，老鷹可以得到所有的資源 — V。
●當鴿子遇上老鷹，鴿子會直接逃跑，甚麼都無法得到 — 0。
●當鴿子遇上鴿子，他們會互相分享資源，因此可以得到一半的資源 — V/2。
除此之外，還需要考慮森林中老鷹及鴿子的數量。換句話說，考慮在森林尋找資源時遇上老鷹/鴿子的機率。
假設遇上老鷹的機率為x，遇上鴿子的機率為(1 - x)，則對於老鷹及鴿子而言，尋找資源的期望值分別為
E鷹 = ( V/2 - C/2 ) * x + V * (1 - x) , E鴿 = 0 * x + V/2 * (1 - x)。
假設爭奪失敗的後果 C 比 爭奪成功的資源 V 還要大(正如自然環境中的一般情況)。我們可以發現，雖然在賽局內鴿子看似較為弱勢的一方，但是當鴿子在森林中的比例減少時，在森林中遇到老鷹的機率也會隨之增加，將會導致老鷹尋找資源的期望值降低，換句話說，老鷹在尋找資源上得到的適應度將會降低，導致族群數量降低。也就是說森林內的鷹鴿比例將會保持一個動態平衡，也就是一種演化穩定對策(ESS)。

## 側斑蜥蜴的求愛行為
加利福尼亞州常見的側斑蜥蜴 ( Uta stansburiana ) ， 基因變異會產生具有橙色、藍色或黃色喉嚨的雄性。人們會期望自然選擇會偏愛三種顏色類型中的一 種，但所有三種顏色都會持續存在 。 為什麼？ 答案似乎在於，每種喉嚨顏色都與不同的行為模式有關：橙色喉嚨的雄性最具攻擊性，它們會保衛 包含許多雌性的大片領地 。藍喉雄性也有領地意識，但保衛的領地較小，雌性較少。黃喉是模仿雌性並使用 “ 偷偷摸摸 ”的策略 來獲得交配機會的非領地雄性 。

## 熱門題目
- 進化穩定策略
- 機制設計
- 全輸遊戲
- 勝利者的詛咒
- 零和遊戲